# Odontanthias tapui
Odontanthias tapui är en fiskart som först beskrevs av Randall, Maugé och Plessis, 1979.  Odontanthias tapui ingår i släktet Odontanthias och familjen havsabborrfiskar. IUCN kategoriserar arten globalt som livskraftig. Inga underarter finns listade i Catalogue of Life.